# Michałówka (Puławy)
Michałówka – śródleśna część miasta Puławy w Polsce, położona w województwie lubelskim, w powiecie puławskim. Leży w północno-wschodniej części miasta, w lesie przy ulicy Arciucha, nad rzeką Kurówką.

## Historia
Michałówka to dawna osada leśna. W latach 1870–1933 należała do gminy Puławy w powiecie nowoaleksandryjskim / puławskim, początkowo w guberni lubelskiej, a od 1919 w woj. lubelskim. W 1921 roku liczba mieszkańców wynosiła 131. 1 kwietnia 1933 gminę Puławy zniesiono, a jej obszar wcielono do gminy Końskowola.
Administracyjnie związana z pobliskimi Młynkami. Po wojnie funkcjonowało tu gospodarstwo rolne. 1 lipca 1951 gospodarstwo rolne Michałówka z otaczającym je lasem wyłączono z gromady Młynki w gminie Końskowola i włączono do Puław.